# Thomas Mann Gesellschaft Zürich
Die Thomas Mann Gesellschaft Zürich wurde am 12. August 1956 – dem ersten Todestag Thomas Manns – in Zürich gegründet. Sie will durch Erforschung und Darstellung der Werke Thomas Manns dessen geistiges Erbe lebendig erhalten. Dies geschieht durch Unterstützung des Thomas-Mann-Archivs der Eidgenössischen Technischen Hochschule Zürich, mittels Durchführung literarischer Veranstaltungen sowie durch Herausgabe und Förderung von Publikationen. Seit 1958 gibt sie die Blätter der Thomas Mann Gesellschaft heraus und ist Mitherausgeberin des Thomas Mann Jahrbuchs, das jährlich im Verlag Vittorio Klostermann erscheint.
Der Verein arbeitet mit der Deutschen Thomas Mann-Gesellschaft Sitz Lübeck e. V. zusammen. Der Gesellschaft gehören rund 350 Mitglieder aus zahlreichen Ländern an. Seit 2022 ist Marc von Moos Präsident der als Verein organisierten Gesellschaft.
Frühere Präsidenten waren Max Rychner (1956–1965), Robert Faesi (1966–1972), Thomas Sprecher (1994–2003), Manfred Papst (2003–2011) und Katrin Bedenig (2011–2022). Von 1972 bis 1994 war das Präsidium nicht besetzt. In dieser Zeit besorgte Emmie Oprecht bis zu ihrem Tod im Jahr 1990 allein die Geschäftsstelle der Gesellschaft.